# Aristolebia triramosa
Aristolebia triramosa – gatunek chrząszcza z rodziny biegaczowatych i podrodziny Lebiinae.

## Taksonomia
Gatunek opisany został w 2010 roku przez Martina Baehra na podstawie okazu samicy. Zaliczany jest do grupy gatunkowej Aristolebia mucronata-group. Nazwa gatunkowa pochodzi od trzech nieprzerywanych czarnych pasów na pokrywach.

## Opis
Ciało długości 9,6 mm. Głowa czarna z ciemnoczerwonawymi żuwaczkami, labrum, nadustkiem i przodem czoła. Oczy bardzo duże, półkuliste. Labrum i nadustek z widocznym rzadkim punktowaniem. Przedplecze jasno czerwonawe, z przodu prawie półokrągłe, najszersze za połową długości, nieco zwężające się ku podstawie, gdzie jest szersze niż u wierzchołka. Wierzchołek wąsko obrzeżony, podstawa pośrodku bardzo słabo obrzeżona. Wierzchołek prawie prosty, kąty wierzchołkowe bardzo szeroko zaokrąglone, boczne brzegi wypukłe. Przednia bruzda poprzeczna i linia środkowa płytkie, tylna bruzda nieco głębsza. Pokrywy raczej krótkie i szerokie, głównie czerwonawe, ale z wyraźnym czarnym wzorem. Zewnętrzne kąty wierzchołokowe kanciate, formujące krótkie ścięte ząbki. Kąty wierzchołkowe przyszwowe kanciaste, ale nie kolczaste. Międzyrzędy nieco wyniesione i wypukłe. Rzędy pełne, zagłębione. Trzeci międzyrząd z dwoma uszczecinionymi punktami. Tylne skrzydła w pełni rozwinięte. Wyrostek przedpiersia z długą szczecinką pośrodku. Końcowe sternum odwłoka samców z 2 szczecinkami. Odnóża jasno czerwonawe z rozszerzonymi i głęboko wciętymi czwartymi członami stóp i gęstą szczoteczką. Pazurki z 7 wydłużonymi ząbkami.

## Występowanie
Gatunek jest endemitem Indonezji, znanym wyłącznie z północnego Celebesu.